# Soisdorf
Soisdorf ist ein Ortsteil der Marktgemeinde Eiterfeld im osthessischen Landkreis Fulda.

## Geographie
Soisdorf liegt im äußersten Osten des Gemeindegebietes direkt an der Grenze zu Thüringen. Soisdorf grenzt im Norden an Soislieden und Mansbach, im Osten an Wenigentaft, im Süden an Grüsselbach und Rasdorf und im Westen an Treischfeld und Ufhausen.

## Geschichte

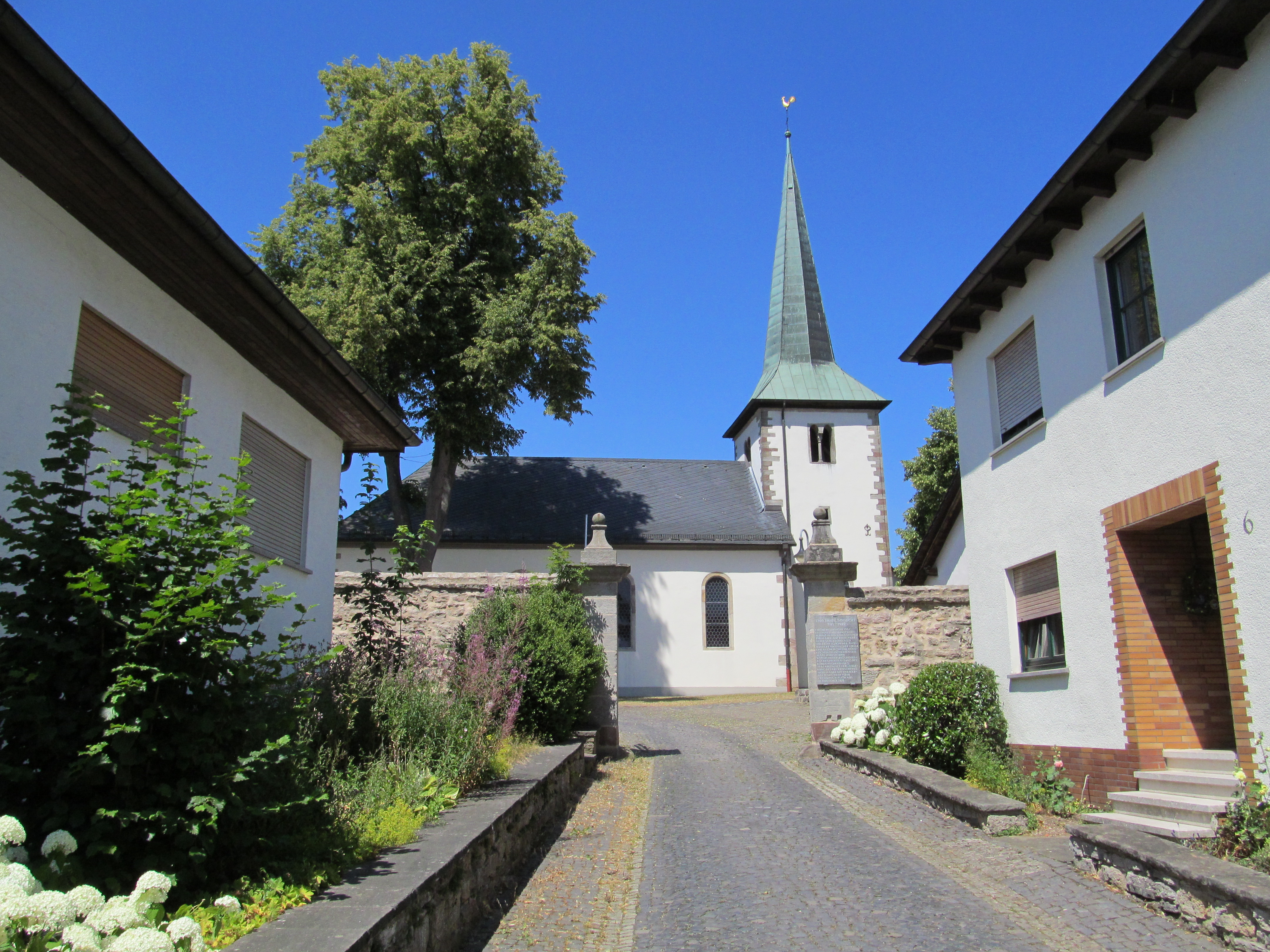
Kirche in Soisdorf

Die erste bekannte schriftliche Nennung des Ortes Soisdorf stammt aus dem Jahr 922, als König Heinrich I. gelegentlich seines dem Gebet gewidmeten Besuchs dem Kloster Fulda seinen Besitz zu „Berahtoltestafta“ (= Großentaft) in der Mark von Soisdorf schenkte.
Im Zuge der Gebietsreform in Hessen fusionierten zum 1. Februar 1971 die Gemeinden Arzell, Betzenrod, Großentaft, Körnbach, Soisdorf und Treischfeld mit Eiterfeld freiwillig zur neuen Großgemeinde Eiterfeld. Für die bis dahin selbständigen Gemeinden von Eiterfeld wurde je ein Ortsbezirk mit Ortsbeirat und Ortsvorsteher nach der Hessischen Gemeindeordnung gebildet.

### Bevölkerung
Einwohnerstruktur 2011
Nach den Erhebungen des Zensus 2011 lebten am Stichtag dem 9. Mai 2011 in Soisdorf 339 Einwohner. Darunter waren 3 (0,9 %) Ausländer. Nach dem Lebensalter waren 66 Einwohner unter 18 Jahren, 120 zwischen 18 und 49, 76 zwischen 50 und 64 und 78 Einwohner waren älter. Die Einwohner lebten in 126 Haushalten. Davon waren 27 Singlehaushalte, 24 Paare ohne Kinder und 60 Paare mit Kindern, sowie 12 Alleinerziehende und 3 Wohngemeinschaften. In 24 Haushalten lebten ausschließlich Senioren und in 72 Haushaltungen lebten keine Senioren.
Einwohnerentwicklung
- 1812:  46 Feuerstellen, 348 Seelen[1]

| Soisdorf: Einwohnerzahlen von 1812 bis 2015 | Soisdorf: Einwohnerzahlen von 1812 bis 2015 | Soisdorf: Einwohnerzahlen von 1812 bis 2015 | Soisdorf: Einwohnerzahlen von 1812 bis 2015 | Soisdorf: Einwohnerzahlen von 1812 bis 2015 |
| --- | ------------------------------------------- | ------------------------------------------- | ------------------------------------------- | ------------------------------------------- |
| Jahr |                                             |                                             |                                             | Einwohner                                   |
| 1812 | 1812                                        |                                             | 348                                         | 348                                         |
| 1834 | 1834                                        |                                             | 401                                         | 401                                         |
| 1840 | 1840                                        |                                             | 392                                         | 392                                         |
| 1846 | 1846                                        |                                             | 407                                         | 407                                         |
| 1852 | 1852                                        |                                             | 373                                         | 373                                         |
| 1858 | 1858                                        |                                             | 419                                         | 419                                         |
| 1864 | 1864                                        |                                             | 419                                         | 419                                         |
| 1871 | 1871                                        |                                             | 349                                         | 349                                         |
| 1875 | 1875                                        |                                             | 359                                         | 359                                         |
| 1885 | 1885                                        |                                             | 369                                         | 369                                         |
| 1895 | 1895                                        |                                             | 365                                         | 365                                         |
| 1905 | 1905                                        |                                             | 376                                         | 376                                         |
| 1910 | 1910                                        |                                             | 357                                         | 357                                         |
| 1925 | 1925                                        |                                             | 350                                         | 350                                         |
| 1939 | 1939                                        |                                             | 385                                         | 385                                         |
| 1946 | 1946                                        |                                             | 486                                         | 486                                         |
| 1950 | 1950                                        |                                             | 503                                         | 503                                         |
| 1956 | 1956                                        |                                             | 443                                         | 443                                         |
| 1961 | 1961                                        |                                             | 410                                         | 410                                         |
| 1967 | 1967                                        |                                             | 397                                         | 397                                         |
| 1970 | 1970                                        |                                             | 404                                         | 404                                         |
| 1980 | 1980                                        |                                             | ?                                           | ?                                           |
| 1990 | 1990                                        |                                             | ?                                           | ?                                           |
| 2000 | 2000                                        |                                             | 373                                         | 373                                         |
| 2005 | 2005                                        |                                             | 372                                         | 372                                         |
| 2010 | 2010                                        |                                             | 351                                         | 351                                         |
| 2011 | 2011                                        |                                             | 339                                         | 339                                         |
| 2015 | 2015                                        |                                             | 322                                         | 322                                         |
| Datenquelle: Historisches Gemeindeverzeichnis für Hessen: Die Bevölkerung der Gemeinden 1834 bis 1967. Wiesbaden: Hessisches Statistisches Landesamt, 1968. Weitere Quellen: LAGIS; Gemeinde Eiterfeld; Zensus 2011 |                                             |                                             |                                             |                                             |

Historische Religionszugehörigkeit
| • 1885: | 26 evangelische (= 7,05 %), 343 katholische (= 92,95 %) Einwohner |
| • 1961: | 28 evangelische (= 6,83 %), 383 katholische (= 93,17 %) Einwohner |

## Persönlichkeiten
- Josef Rübsam (* 1822 in Soisdorf; † 1886 in Hanau), Jurist, Richter und Abgeordneter

## Sehenswürdigkeiten
- Die Kirche St. Bernhard ist mit dem historischen Wehrfriedhof eine Sehenswürdigkeit im Landkreis Fulda.
- Die Wehrmauer wurde 2015 saniert und befindet sich in einem guten Zustand.
- Sehenswert ist der Dorfplatz in Soisdorf, der 2019 neu angelegt wurde. Der Platz erinnert an den Besuch des damaligen Bundespräsidenten Karl Carstens in Soisdorf im Jahre 1981.
- Der Aussichtsturm auf dem 631 Meter hohen Soisberg bietet einen schönen Ausblick in das Fuldaer und Hersfelder Land sowie die Rhön.
- Kriegerdenkmal

## Verkehr
Durch Soisdorf verläuft die Landesstraße 3173, von der im Ort die Kreisstraße 158 abzweigt.
In der Nähe von Soisdorf verläuft der Kegelspiel-Radweg.